# Rebellen der schwarzen Berge
Rebellen der schwarzen Berge ist ein US-amerikanischer Western aus dem Jahr 1950 mit Paulette Goddard und Pedro Armendáriz in den Hauptrollen. Der Film ist ein Remake des 1946 gedrehten mexikanischen Films Enamorada (dt. Titel Die Verliebte) von Emilio Fernández, der für die Neuverfilmung das Originaldrehbuch von Produzent Bert Granet adaptieren ließ.

## Handlung
In der mexikanischen Stadt Cholula wird die Hochzeit von María Dolores Peñafiel, Tochter des erfolgreichen Glasfabrikanten Don Carlos Peñafiel, mit dem amerikanischen Arzt Dr. Robert Stanley vorbereitet. Als der Rebellenführer José Juan Reyes mit seiner Truppe Cholula einnimmt, scheint die Hochzeit in Gefahr zu sein. Die wohlhabenden Familien der Gegend suchen das Anwesen der Peñafiels auf. Auch der Geistliche Pater Sierra ist da und versichert María Dolores, dass Reyes ein alter Schulfreund von ihm sei.
Reyes lässt viele Einwohner inhaftierten und einige sogar hinrichten. Don Carlos, Pater Sierra und einige andere suchen Reyes auf, der den Pater herzlich begrüßt. Er fordert von den wohlhabenden Einwohnern Geld und Vorräte. Besonders der Kaufmann Fidel Bernal steht in Reyes Augen in der Pflicht, da Bernal an der Revolution ein Vermögen verdient hat. Bernal willigt nach einiger Zeit ein. Er bietet Reyes sogar seine Frau an, was diesen so erzürnt, dass er Bernal erschießen lässt. Dr. Stanley bittet, nach Mexiko-Stadt reisen zu können, um dort Medikamente zu kaufen und das Hochzeitskleid von María Dolores mitzubringen. Reyes stimmt zu und lässt den Arzt losreiten.
Pater Sierra versichert Reyes, dass er kein Geld der Reichen in Verwahrung genommen hat. Er erfährt, dass sich Reyes besonders um das Mädchen Adelita kümmert, deren Eltern im Kampf auf Seiten der Rebellen umgekommen sind. Als Reyes María Dolores auf der Straße belästigt, schlägt diese ihn k.o. Der beeindruckte Reyes beschließt, dass María Dolores die Frau sei, die er heiraten wird und fragt Pater Sierra um Rat. Don Carlos soll derweil auf Befehl von Reyes Stellvertreter Capitán Bocanegra hingerichtet werden. Reyes veranlasst rechtzeitig die Freilassung von Don Carlos. In der Folgezeit zeigt sich María Dolores abweisend, was Reyes jedoch nicht abhält, ihr weiter den Hof zu machen.
Als Reyes ihr eines Tages vorhält, dass nur ihre zufällige Geburt in eine reiche Familie sie davon abhalte, ihm und der Revolution zu folgen, verabreicht sie ihm eine Ohrfeige. Diesmal schlägt er jedoch zurück. Pater Sierra geht dazwischen und wird ebenso geschlagen. Dennoch stimmt er Reyes Ansichten zu. Eine Grippewelle sucht die Stadt heim und viele der Einwohner, auch die kleine Adelita, erkranken. Die Rebellentruppen wollen der Grippe entkommen, doch Reyes verbietet allen, die Stadt zu verlassen. Auch Don Carlos und seine Tochter wollen weg. Reyes überlässt ihnen die Entscheidung, und als sie das Leiden der Erkrankten sehen, entschließen sich die Peñafiels zu bleiben und zu helfen.
Dr. Stanley kommt zurück. Zwar konnte er keine Medizin mitbringen, doch er rät, die Kranken mit Chinin und Kompressen zur Fiebersenkung zu behandeln. Reyes bittet María Dolores um Verzeihung für sein Verhalten. Sie fühlt sich von ihm angezogen und verzeiht ihm. Zur Erschütterung aller stirbt die kleine Adelita an der Grippe. Reyes und Pater Sierra erfahren, dass sich Regierungstruppen der Stadt nähern, die die Rebellen vernichten sollen. Reyes will mit seinen Leuten Cholula verlassen, um die Einwohner zu schützen. Während der Hochzeitszeremonie im Haus der Peñafiels reiten die Rebellen vorbei. María Dolores rennt hinaus  um sich Reyes anzuschließen.

## Produktion

### Hintergrund
Gedreht wurde der Film von Anfang September bis Mitte Oktober 1949 in Estudios Churubusco in Mexiko-Stadt.
Emilio Fernández drehte 1946 den Film Enamorada mit Pedro Armendáriz.  Die weibliche Hauptrolle spielte María Félix. Paulette Goddard sah den Film und entschied, dass der Film der Richtige für sie sei. Fernández,  Armendáriz und der Kameramann Gabriel Figueroa reisten Mitte des Jahres 1949 nach Mexiko und drehten dort die Szenen mit Goddard, die die Rolle der Félix übernahm. Szenen mit Armendáriz und seinen Truppen wurden aus dem Originalfilm verwendet.

### Stab
Paulette Goddard spielte nicht nur die Hauptrolle, sie war auch Co-Produzentin des Films.

## Veröffentlichung
Die Premiere des Films fand am 19. August 1950 in New York statt. In der Bundesrepublik Deutschland kam er am 17. Juni 1952 in die Kinos.

## Kritiken
Das Lexikon des internationalen Films schrieb: „Handwerklich solides Remake.“
Der Kritiker der New York Times befand, im Gegensatz zur feurigen und ausdrucksstarken Originalbesetzung María Félix fehlen den Wutausbrüchen Goddards die Spontanität und die lebendige animalische Kraft. Dem Regisseur Fernández sei es nicht gelungen, das Tempo anzuziehen, der Film bewege sich schwerfällig. Die Akzentuierung der Romantik sei langweilig. Mehr Action hätte dem Film gut getan, denn wenn die Pferde galoppieren und der Kanonendonner die Leinwand erschüttert, nehme er an Fahrt auf.
Der Kritiker des TV Guide sah eine durchschnittliche Romanze mit einem Schuss Komödie. Die elegante Kameraarbeit helfe dem schwachen Drehbuch.